# Spirited
Spirited (bra: Spirited - Um Conto Natalino) é um filme de temática natalina musical estadunidense escrito e dirigido por Sean Anders e John Morris. A obra é uma versão moderna da obra literária A Christmas Carol, de Charles Dickens, de 1843, estrelada por Ryan Reynolds, Will Ferrell e Octavia Spencer.

## Elenco
- Ryan Reynolds como Ebeneezer Scrooge
- Will Ferrell como Presente
- Octavia Spencer
- Sunita Mani como Passado
- Patrick Page
- Aimee Carrero como Nora
- Joe Tippett
- Marlow Barkley como Wren
- Jen Tullock como Wendy

## Produção
Em 20 de setembro de 2019, foi anunciado que o diretor de Daddy's Home, Sean Anders e John Morris seriam contratados para escrever e dirigir o filme, bem como produzir por sua produtora, Two Grown Men ao lado de Will Ferrell e Jessica Elbaum da Gloria Sanchez Productions e Ryan Reynolds e George Dewey da Maximum Effort. No mês seguinte, foi anunciado que a Apple havia vencido uma disputa de licitações pelos direitos do filme. Além disso, foi relatado que mais de US$ 60 milhões foram gastos em talentos para o filme, mais tarde aumentado para US$75 milhões.
Junto ao anúncio inicial, Ferrell e Reynolds foram escalados para os papéis principais. Em 8 de fevereiro de 2021, Octavia Spencer se juntou ao elenco, com Reynolds confirmado como o protagonista e Ferrell no papel de Fantasma do Presente de Natal. Em junho, Sunita Mani foi escalado como Ghost of Christmas Past.
As filmagens do filme começaram em 6 de julho de 2021. Em 18 de outubro de 2021, Reynolds anunciou que as filmagens haviam se encerrado.

## Lançamento
Spirited foi lançado nos cinemas dos Estados Unidos em 11 de novembro de 2022, e  na Apple TV+, em 18 de novembro de 2022.